# Campionato ucraino di beach soccer
Il campionato ucraino di beach soccer è una competizione sportiva ucraina riservata alle squadre di calcio da spiaggia.
È stato fondato nel 2002. È organizzato dalla Federcalcio ucraina (FFU).

## Albo d’oro
| Anno | Oro                  | Argento          | Bronzo               |
| ---- | -------------------- | ---------------- | -------------------- |
| 2002 | Lotto Kyiv           | Maindsher Kyiv   | Dynamo Zaporizhia    |
| 2003 | Maindsher Kyiv       | Lada Kremenchuk  | HVEM Sevastopol      |
| 2004 | Euroformat Kyiv      | Hloriya Odesa    | Maindsher Kyiv       |
| 2005 | Nova Era Kyiv        | Maindsher Kyiv   | Katran               |
| 2006 | Maindsher Kyiv       | Pleso Kyiv       | Hloriya Odesa        |
| 2007 | Nova Era Kyiv        | Marrion Odesa    | Pleso Kyiv           |
| 2008 | BRR Kyiv             | Maindsher Kyiv   | Metrobud Kyiv        |
| 2009 | Maindsher Kyiv       | BRR Kyiv         | Hloriya Odesa        |
| 2010 | Vybir Dnipropetrovsk | Maindsher Kyiv   | Dynamo-Hild Kyiv     |
| 2011 | Euroformat Kyiv      | Maindsher Kyiv   | Metrobud Kyiv        |
| 2012 | Maindsher Kyiv       | Griffin Kyiv     | Euroformat Kyiv      |
| 2013 | Artur Music Kyiv     | Griffin Kyiv     | Vybir Dnipropetrovsk |
| 2014 | Vybir Dnipropetrovsk | Griffin Kyiv     | FarsiFarm Kyiv       |
| 2015 | HIT Kyiv             | FarsiFarm Kyiv   | Euroformat Kyiv      |
| 2016 | Griffin Kyiv         | Artur Music Kyiv | Vybir Dnipropetrovsk |
| 2017 | Vybir Dnipropetrovsk | Griffin Kyiv     | Euroformat Kyiv      |
| 2018 | Euroformat Kyiv      | WIT Kijów        | Alternatiwa Kijów    |

## Vittorie per squadra
| Squadra                         | Campione | Secondo | Terzo |
| ------------------------------- | -------- | ------- | ----- |
| Euroformat Kyiv (Nova Era Kyiv) | 5        | 0       | 3     |
| Maindsher Kyiv                  | 4        | 5       | 1     |
| Vybir Dnipropetrovsk            | 3        | 0       | 2     |
| Griffin Kyiv                    | 1        | 4       | 0     |
| Artur Music Kyiv                | 1        | 1       | 0     |
| BRR Kyiv                        | 1        | 1       | 0     |
| Lotto Kyiv                      | 1        | 0       | 0     |
| HIT Kyiv                        | 1        | 0       | 0     |